# 香水 (瑛人の曲)
「香水」（こうすい）は、日本の男性シンガーソングライター・瑛人のデビュー曲。2019年4月21日に各音楽配信サービスにてリリースされた。

## 概要
発売当時は注目されなかったが、TikTokでの歌ってみた動画などの投稿をきっかけに、2020年4月 - 5月にかけて主要音楽チャートにランクインされ、瑛人の代表曲となった。ブームとなって以降はチョコレートプラネットや香取慎吾らが自身のYouTubeチャンネルでカバー動画を公開したり、JC・JK流行語大賞2020年上半期では、ヒト部門で3位にランクインしたりなどした。当初はTuneCoreを用いて個人で配信していたが、2020年10月からは、発売元がA.S.A.Bとなった。

## 背景・リリース
この曲は瑛人が恋人と別れて3か月くらい経ったときに作られた。サビの歌詞やタイトルにつけられている「香水」は、本人が働いているハンバーガー屋のオーナーがドルチェ&ガッバーナの香水（フレグランスは「Sport」）をつけているところから来ている。一緒に朝まで遊んだ際にオーナーに「香水持ってて」と言われて預かったまま帰ってしまい、その後、渋谷で友達とセッションしたときになんとなくその香水をつけ、落ち込んでいる気持ちなどを全部吐きだし歌い、匂いについて歌う部分で歌詞が自然に出てきたと語っている。この曲のヒットを受け、ドルチェ&ガッバーナの香水の売上が増加し、デザイナーであるドメニコ・ドルチェとステファノ・ガッバーナも本作について「知っていますよ! とてもうれしく思っています。ありがとう!」とコメントしている。
配信リリースから約10か月後の2020年2月29日に、Amazon.co.jp限定で自主製作版のCDが販売された。同年に配信限定でリリースされた楽曲「HIPHOPは歌えない」のミュージック・ビデオの中で、瑛人が街で人に「香水」のCDを渡しているシーンが収録されている。
2020年7月24日に同曲をテレビ朝日系の音楽番組『ミュージックステーション』にて歌唱。これにより瑛人は初のテレビ出演を果たした。
2020年9月10日には同曲をNHKの音楽番組『シブヤノオト』にて歌唱。NHKでは広告放送を禁じているが、歌詞に登場する「ドルチェ&ガッバーナ」のフレーズは「あくまでも作品の一部であり、広告・宣伝目的にはあたらない」としてそのまま歌われた。のちに、同じくNHKの『第71回NHK紅白歌合戦』へ瑛人の出演が決定した際、前述の事例があったにも拘らず、広告面の問題で歌詞をそのまま使用できるかどうかの質問が報道陣より寄せられたが、制作統括は「そのままで問題ない」という同様の見解を示しており、結局12月31日のNHK紅白歌合戦にて「ドルチェ&ガッバーナ」と歌われた。
2020年9月13日の時点でミュージックビデオの再生回数は1億回を突破した。
2020年11月5日には新語・流行語大賞のノミネートでこの曲が選ばれた。
2022年4月、NexTone Award 2022でGold Medalを受賞した。

## 収録曲
| #         | タイトル                  | 作詞・作曲     | 時間  |
| --------- | ------------------------- | -------------- | ----- |
| 1.        | 「香水」                  | 8s             | 4:12  |
| 2.        | 「またね」(feat.松本千夏) | えいととちなつ | 4:12  |
| 3.        | 「君の愛と僕の愛」        | 8s             | 4:56  |
| 合計時間: | 合計時間:                 | 合計時間:      | 13:20 |

## チャート成績
発売当時はチャートインすることはなかったが、2019年からTik TokなどのSNSやYouTubeなどでの歌ってみたや弾いてみたなどの動画が増えていき、Spotify、Apple Music、LINE MUSICなどの各ストリーミング音楽配信サービスのチャートに急上昇していった。また、2020年5月以降、オリコン、Billboardの音楽チャートに上位にランクインした。
2020年5月4日付のBillboard Japan Hot 100に34位に初登場して以降、順位を上げ、5月25日付には8,060pt(ストリーミングは699万8,978再生、動画再生は575万5,840回、ダウンロード数は8,652DL)で1位となった。また、2020年上半期HOT100（集計期間: 2019年11月25日 - 2020年5月24）にて総合52位にランクインした。
2020年5月4日付のオリコン合算ランキングに22位にランクインして以降、順位を上げ、5月18日付、5月25日付と2週連続で1位となった。
音楽ジャーナリストの柴那典は、メジャーデビューもしておらず、インディーズレーベルからのリリースでもない、完全なるインディペンデントのアーティストが国内チャートで1位となるのは初のことで、異例のヒットであり、デジタル時代によって、音源制作が個人で完結できるようになったこと、それを配信するプラットフォーム(TuneCoreなど)が整備されたことで、誰でも音源を発表しそこから収益を得ることができるようになったことで今後の音楽業界全体の仕組みにも影響を与えるような大きなインパクトを持った出来事と評している。
| 日付            | Billboard Japan Hot 100 | Billboard Japan Hot 100 | Billboard Japan Hot 100 | オリコン合算ランキング | オリコン合算ランキング | オリコン合算ランキング |
| 日付            | 順位                    | ポイント数              | 備考                    | 順位                   | ポイント数             | 備考                   |
| --------------- | ----------------------- | ----------------------- | ----------------------- | ---------------------- | ---------------------- | ---------------------- |
| 2020年5月4日付  | 34位                    | 01,635pt                | [ 30 ]                  | 22位                   | 06,092pt               | [ 31 ]                 |
| 2020年5月11日付 | 05位                    | 04,643pt                | [ 32 ] [ 33 ]           | 03位                   | 15,009pt               | [ 34 ]                 |
| 2020年5月18日付 | 03位                    | 06,649pt                | [ 35 ] [ 36 ]           | 01位                   | 19,668pt               | [ 37 ]                 |
| 2020年5月25日付 | 01位                    | 08,060pt                | [ 27 ] [ 38 ]           | 01位                   | 19,966pt               | [ 39 ]                 |
| 2020年6月1日付  | 03位                    | 08,513pt                | [ 40 ] [ 41 ]           | 02位                   | 23,731pt               | [ 42 ]                 |
| 2020年6月8日付  | 02位                    | 08,872pt                | [ 43 ] [ 44 ]           | 03位                   | 22,066pt               | [ 45 ]                 |
| 2020年6月15日付 | 02位                    | 09,019pt                | [ 46 ] [ 47 ]           | 03位                   | 22,317pt               | [ 48 ]                 |
| 2020年6月22日付 | 03位                    | 10,422pt                | [ 49 ] [ 50 ]           | 03位                   | 24,009pt               | [ 51 ]                 |
| 2020年6月29日付 | 03位                    | 10,061pt                | [ 52 ] [ 53 ]           | 06位                   | 22,529pt               | [ 54 ]                 |
| 2020年7月6日付  | 03位                    | 14,441pt                | [ 55 ] [ 56 ]           | 06位                   | 26,148pt               | [ 57 ]                 |
| 2020年7月13日付 | 04位                    | 12,599pt                | [ 58 ] [ 59 ]           | 04位                   | 25,606pt               | [ 60 ]                 |
| 2020年7月20日付 | 05位                    | 12,574pt                | [ 61 ] [ 62 ]           | 07位                   | 24,586pt               | [ 63 ]                 |
| 2020年7月27日付 | 03位                    | 10,965pt                | [ 64 ] [ 65 ]           | 07位                   | 22,445pt               | [ 66 ]                 |
| 2020年8月3日付  | 03位                    | 11,084pt                | [ 67 ] [ 68 ]           | 06位                   | 26,411pt               | [ 69 ]                 |
| 2020年8月10日付 | 03位                    | 13,973pt                | [ 70 ] [ 71 ]           | 05位                   | 29,773pt               | [ 72 ]                 |
| 2020年8月17日付 | 05位                    | 10,706pt                | [ 73 ] [ 74 ]           | 06位                   | 28,062pt               | [ 75 ]                 |
| 2020年8月24日付 | 04位                    | 11,004pt                | [ 76 ] [ 77 ]           | 06位                   | 26,626pt               | [ 78 ]                 |
| 2020年8月31日付 | 06位                    | 11,099pt                | [ 79 ] [ 80 ]           | 10位                   | 22,490pt               | [ 81 ]                 |
| 2020年9月7日付  | 05位                    | 10,216pt                | [ 82 ] [ 83 ]           | 09位                   | 22,444pt               | [ 84 ]                 |

5月7日には、SpotifyのグローバルバイラルTOP50で1位となり、日本人インディペンデントアーティストとは異例の快挙となった。

## テレビ披露
| 番組名                                        | 日付           | 放送局     | 備考 |
| --------------------------------------------- | -------------- | ---------- | --- |
| ミュージックステーション 3時間半スペシャル    | 2020年7月24日  | テレビ朝日 | 放送終了後のYouTubeなどで配信された「Mステアフタートーク」にも出演し、MVを再現した動画を投稿し、1000万回以上再生されたチョコレートプラネットと共演した。 |
| スッキリ                                      | 2020年7月29日  | 日本テレビ | |
| HEY!HEY!NEO! MUSIC CHAMP                      | 2020年8月1日   | フジテレビ | |
| CDTVライブ!ライブ!                            | 2020年8月3日   | TBS        | |
| 2020 FNS歌謡祭 夏                             | 2020年8月26日  | フジテレビ | 同番組では、踊ってみた動画を投稿し、100万回以上再生されたEXILE NAOTOと共演して披露した。                                                                 |
| シブヤノオト                                  | 2020年9月10日  | NHK総合    | |
| THE MUSIC DAY                                 | 2020年9月12日  | 日本テレビ | |
| ミュージックステーション                      | 2020年12月25日 | テレビ朝日 | |
| 第62回日本レコード大賞                        | 2020年12月30日 | TBS        | |
| バナナサンド                                  | 2020年12月30日 | TBS        | |
| 第71回NHK紅白歌合戦                           | 2020年12月31日 | NHK総合    | |
| CDTV ライブ!ライブ!年越しスペシャル 2020→2021 | 2020年12月31日 | TBS        | |

## 香水をカバーした著名人
- 中島颯太 (FANTASTICS from EXILE TRIBE) [96]
- 宇野実彩子 (AAA)[97]
  - 自身のYouTubeチャンネル「MISAKO UNO OFFICIAL」の“歌ってみた動画” の第一弾として香水をカバー。2020年11月6日の「ミュージックステーション」にソロとして初出演し、香水のカヴァーを披露した[98][99]。2020年1月6日発売のミニ・アルバム『Sweet Hug』の初回生産限定盤に「香水 -cover-」が収録された[100]。
- 香取慎吾[101]
- 藤森慎吾 (オリエンタルラジオ/RADIO FISH)[102]
- 鈴木福[103]
- ナオト・インティライミ[104]
- 長田庄平 (チョコレートプラネット)[9]
- 四千頭身 [105]
- 徳永ゆうき[106]
- 長友佑都[107]
- Non Stop Rabbit[108]
- 河井教馬 (Revision of Sence)[109]
- 松浦航大 (aoiro)[110]
- 大石昌良 (Sound Schedule/OxT)[111]
- 森翼[112][113][114]
- たつや◎ (ACE COLLECTION)[115]
- クロちゃん (安田大サーカス)[116]
- 遠藤章造 (ココリコ)[117]
- 狩野英孝[118]
- 横山だいすけ[119]
- 佐々木未来[120]
- 山内健司 (かまいたち)[121]
- Mr.シャチホコ[122]
- 斎藤司 (トレンディエンジェル)[123]
- 井上裕介 (NON STYLE)[124]
- 天月-あまつき-[125]
- 児嶋一哉 (アンジャッシュ)[126]
- りぶ[127]
- 兼近大樹 (EXIT)[128]
- 清水翔太[129]
- 川畑要（CHEMISTRY）[130]
- TEE[131]
- ナダル（コロコロチキチキペッパーズ）[132]
- ンダホ (フィッシャーズ)[133]
- うみくん (NormCore)[134]
- 松丸亮吾[135]
- 河相我聞[136]
- じゅえき太郎[137][138]
- コウメ太夫[139][140]
- サンプラザ中野くん[141]
- 千秋[142]

## Thai Ver.
香水のタイ語歌唱バージョンであり、「香水 Thai Ver.」のタイトルで、12作目の配信限定シングルとして2022年11月23日に各音楽配信サービスにてリリースされ、本楽曲のカップリングとしてSTAMPとのコラボ楽曲「Just a Life fest.STAMP」も収録された。